# Chyše (hradiště)
Chyše je hradiště na ostrožně nad řekou Střelou asi 1,2 kilometru jihozápadně od Chyše v okrese Karlovy Vary. Místo se nachází na rozhraní
katastrálních území Chyše a Záhořice.

## Historie
Lokalita byla popsána v roce 1981 archeoložkou Darou Baštovou, která na ní nalezla úlomky mazanice a část kamenného drtidla. Roku 1997 byly nalezeny zlomky keramiky, které umožnily datovat dobu osídlení místa do doby hradištní v raném středověku, ale část střepů pochází také z pravěku, snad z doby halštatské.

## Stavební podoba
Hradiště bylo chráněno příčným valem z nasypaných kamenů dlouhým padesát metrů, který přehrazuje přístupovou šíji. Šířka paty valu dosahuje dvanáct metrů a výška tři až čtyři metry. Obvodové opevnění se částečně dochovalo v podobě nízkého valu se stopami spečení.